# Acontia postica
Acontia postica är en fjärilsart som beskrevs av Walker 1865. Acontia postica ingår i släktet Acontia och familjen nattflyn. Inga underarter finns listade i Catalogue of Life.